# Mołdawia na Zimowych Igrzyskach Olimpijskich 2002
Mołdawię na Zimowych Igrzyskach Olimpijskich 2002 reprezentowało pięcioro zawodników.

## Wyniki zawodników

### Biathlon

#### Kobiety
| Zawodnik          | Konkurencja       | Strata | Czas    | Ilość pudeł | Pozycja | Źródło |
| ----------------- | ----------------- | ------ | ------- | ----------- | ------- | ------ |
| Valentina Ciurina | Sprint            | —      | 23:49.7 | 1 (0+1)     | 51.     | [ 1 ]  |
| Valentina Ciurina | Bieg pościgowy    | +3:08  | 38:19.7 | 5 (2+1+2+0) | 48.     | [ 2 ]  |
| Valentina Ciurina | Bieg indywidualny | —      | 58:40.8 | 6 (1+1+3+1) | 62.     | [ 3 ]  |

#### Mężczyźni
| Zawodnik           | Konkurencja       | Czas      | Ilość pudeł | Pozycja | Źródło |
| ------------------ | ----------------- | --------- | ----------- | ------- | ------ |
| Mihail Gribușencov | Sprint            | 30:02.2   | 2 (1+1)     | 83.     | [ 4 ]  |
| Mihail Gribușencov | Bieg indywidualny | 1:05:58.5 | 7 (2+2+1+2) | 84.     | [ 5 ]  |

### Biegi narciarskie

#### Sprint

##### Kobiety
| Zawodnik       | Konkurencja | Eliminacje | Eliminacje | Ćwierćfinał | Ćwierćfinał | Półfinał | Półfinał | Finał | Finał   | Pozycja | Źródło |
| Zawodnik       | Konkurencja | Czas       | Pozycja    | Czas        | Pozycja     | Czas     | Pozycja  | Czas  | Pozycja | Pozycja | Źródło |
| -------------- | ----------- | ---------- | ---------- | ----------- | ----------- | -------- | -------- | ----- | ------- | ------- | ------ |
| Elena Gorohova | Sprint      | 3:43.82    | 55.        | NQ          | NQ          | NQ       | NQ       | NQ    | NQ      | 55.     | [ 6 ]  |

#### Dystanse

##### Kobiety
| Zawodniczka    | Konkurencja            | Czas | Pozycja | Źródło |
| -------------- | ---------------------- | ---- | ------- | ------ |
| Elena Gorohova | 15 km techniką dowolną | DNF  | DNF     | [ 7 ]  |

##### Mężczyźni
| Zawodnik  | Konkurencja            | Czas      | Pozycja | Źródło |
| --------- | ---------------------- | --------- | ------- | ------ |
| Ion Bucșa | 30 km techniką dowolną | 1:32:48.9 | 67.     | [ 8 ]  |

### Saneczkarstwo

#### Mężczyźni
| Zawodnik    | Konkurencja | Czas ślizgu | Czas ślizgu | Czas ślizgu | Czas ślizgu | Suma czasów | Pozycja | Źródło |
| Zawodnik    | Konkurencja | 1           | 2           | 3           | 4           | Suma czasów | Pozycja | Źródło |
| ----------- | ----------- | ----------- | ----------- | ----------- | ----------- | ----------- | ------- | ------ |
| Liviu Cepoi | Jedynki     | 47.161      | 47.353      | 46.604      | 46.825      | 3:07.943    | 38.     | [ 9 ]  |